# Bryan Reynolds (labdarúgó)
Bryan Reynolds (Fort Worth, 2001. június 28. –) amerikai válogatott labdarúgó, a belga Westerlo hátvédje.

## Pályafutása

### Klubcsapatokban
Reynolds a texasi Fort Worth városában született. Az ifjúsági pályafutását a Dallas akadémiájánál kezdte.
2019-ben mutatkozott be a Dallas észak-amerikai első osztályban szereplő felnőtt keretében. A 2020–21-es szezon második felében az olasz első osztályban érdekelt Románál szerepelt kölcsönben. A lehetőséggel élve, 2021. július 1-jén négyéves szerződést kötött a Roma együttesével. 2021. szeptember 12-én, a Sassuolo ellen hazai pályán 2–1-es győzelemmel zárult bajnoki 89. percében, Rick Karsdorp cseréjeként debütált. 2022 és 2023 között a belga Kortrijk és Westerlo csapatát erősítette kölcsönben. 2023. július 30-án a Westerlóhoz írt alá.

### A válogatottban
Reynolds az U16-os, az U17-es és az U18-as korosztályú válogatottakban is képviselte Amerikát.
2021-ben debütált a felnőtt válogatottban. Először a 2021. március 28-ai, Észak-Írország ellen 2–1-re megnyert mérkőzés félidejében, Sergiño Destet váltva lépett pályára. Első gólját 2023. június 28-án, Saint Kitts és Nevis ellen 6–0-ás győzelemmel zárult CONCACAF-aranykupa csoportkör mérkőzésen szerezte meg.

## Statisztikák
2023. június 3. szerint
| Klub                  | Szezon   | Osztály        | Bajnokság | Bajnokság | Kupa  | Kupa | Nemzetközi | Nemzetközi | Összesen | Összesen |
| Klub                  | Szezon   | Osztály        | Meccs     | Gól       | Meccs | Gól  | Meccs      | Gól        | Meccs    | Gól      |
| --------------------- | -------- | -------------- | --------- | --------- | ----- | ---- | ---------- | ---------- | -------- | -------- |
| Dallas                | 2019     | MLS            | 10        | 0         | 2     | 0    | —          | —          | 12       | 0        |
| Dallas                | 2020     | MLS            | 19        | 0         | 0     | 0    | —          | —          | 19       | 0        |
| Dallas                | Összesen | Összesen       | 29        | 0         | 2     | 0    | 0          | 0          | 31       | 0        |
| Roma                  | 2020–21  | Serie A        | 5         | 0         | 0     | 0    | —          | —          | 5        | 0        |
| Roma                  | 2021–22  | Serie A        | 1         | 0         | 0     | 0    | 2          | 0          | 3        | 0        |
| Roma                  | Összesen | Összesen       | 6         | 0         | 0     | 0    | 2          | 0          | 8        | 0        |
| Kortrijk (kölcsönben) | 2021–22  | Jupiler League | 9         | 1         | 0     | 0    | —          | —          | 9        | 1        |
| Westerlo (kölcsönben) | 2022–23  | Jupiler League | 32        | 1         | 1     | 0    | —          | —          | 33       | 1        |
| Összesen              | Összesen | Összesen       | 76        | 2         | 3     | 0    | 2          | 0          | 81       | 2        |

### A válogatottban
| Válogatott       | Év       | Pályára lépés | Gól |
| ---------------- | -------- | ------------- | --- |
| Egyesült Államok | 2021     | 2             | 0   |
| Egyesült Államok | 2023     | 5             | 1   |
| Összesen         | Összesen | 7             | 1   |

#### Góljai a válogatottban
| # | Időpont          | Helyszín                                         | Ellenfél             | Gólok | Eredmény | Kiírás                     |
| - | ---------------- | ------------------------------------------------ | -------------------- | ----- | -------- | -------------------------- |
| 1 | 2023. június 28. | Citypark, Saint Louis, Amerikai Egyesült Államok | Saint Kitts és Nevis | 2–0   | 6–0      | 2023-as CONCACAF-aranykupa |

## Sikerei, díjai
Roma
- UEFA Konferencia Liga
  - Győztes (1): 2021–22

Amerikai U17-es válogatott
- U17-es CONCACAF-bajnokság
  - Döntős (1): 2017